# Chris Gardner
Christopher Paul Gardner, född 9 februari 1954 i Milwaukee, Wisconsin, är en amerikansk miljonär, entreprenör och motivationstalare. Gardner växte upp under svåra förhållanden och har byggt upp sin förmögenhet från grunden.
Han gav 2006 ut sin självbiografi Jakten på lycka vilken samma år filmatiserades med Will Smith i huvudrollen.